# 巴西—伊朗關係

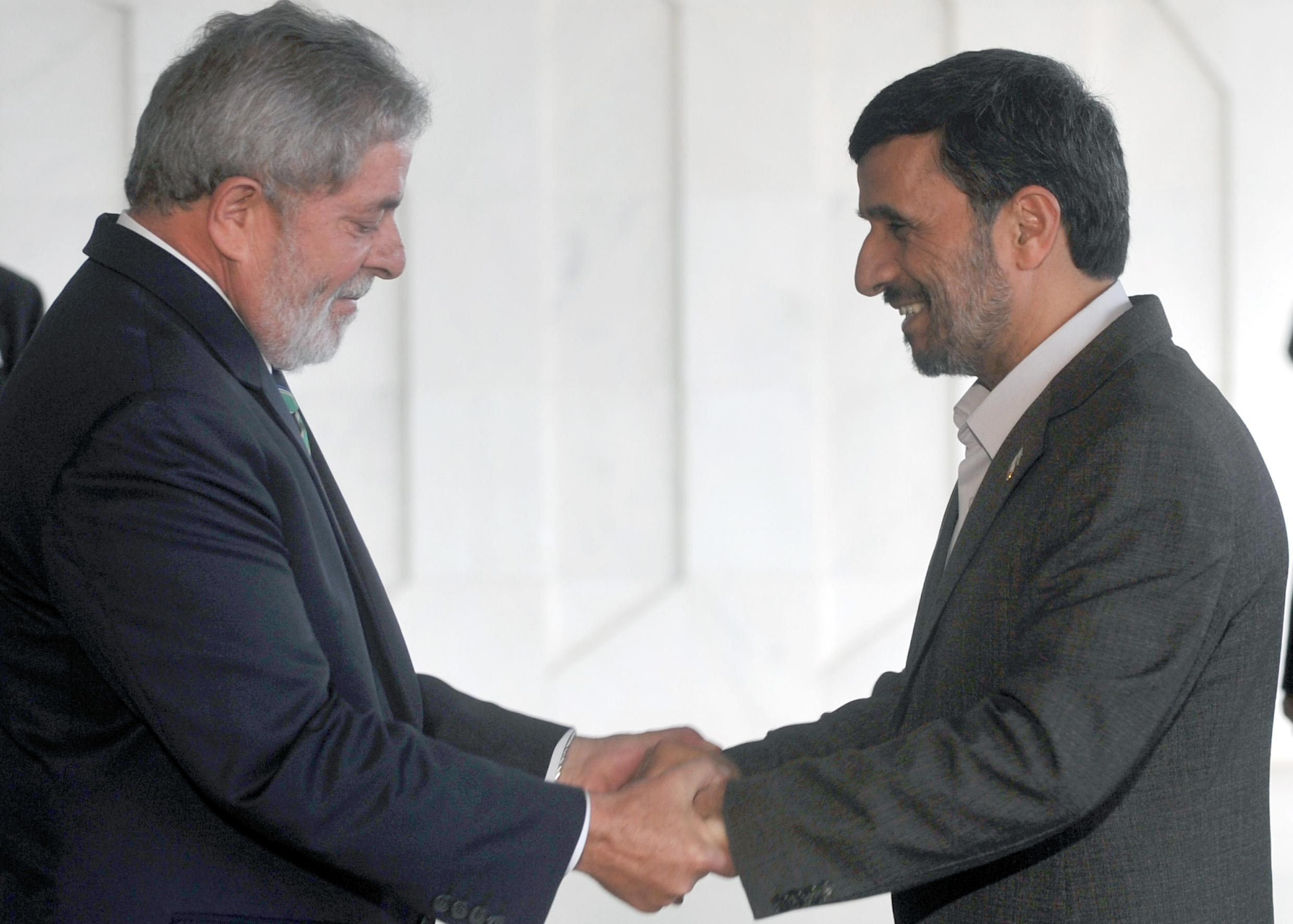
時任巴西總統路易斯·伊納西奧·盧拉·達席爾瓦與伊朗總統馬哈茂德·艾哈邁迪內賈德，攝於巴西利亞

巴西－伊朗關係，是指巴西聯邦共和國和伊朗伊斯蘭共和國之間的雙邊關係。两国之间的交流与往来始于1903年，巴西和伊朗兩國關係一向非常友好，在經濟和政治等各方面均有合作；然而巴西總統迪爾瑪·羅塞夫當選後，巴西經常批評伊朗違反人權和公民權利，引致兩國關係大大惡化。

## 概況
近年來，巴西和伊朗兩國關係一向非常友好。儘管對伊朗因核問題而受到國際制裁，但巴西政府認為，應是由國際原子能機構而非聯合國安理會解決爭議。2007年9月，時任巴西總統路易斯·伊納西奧·盧拉·達席爾瓦指出伊朗有進行和平核研究的權利，不應因為西方國家的懷疑而受到懲罰，而且伊朗至今仍未曾違反聯合國對核武器的規定。於2008年11月，巴西外長塞爾索·阿莫林重申政府的觀點，指巴西不承認對伊朗實施的單方面制裁，又指伊朗政府應充分與國際原子能機構合作，從而避免受到制裁。2010年2月，有傳言指巴西一直有舉行雙邊會談，在會談中向伊朗提供武器級鈾，指巴西無在與伊朗舉行的任何會談期間談及會向伊朗提供濃縮鈾。
於2010年5月17日，巴西、伊朗和土耳其三國發布了《德黑蘭宣言》，其中伊朗同意向土耳其輸出低濃縮鈾，以換取核研究反應堆。儘管國際社會普遍支持，此方案受到了美國和以色列的指責，美國更宣佈將會建議對伊朗實施更多制裁，迫使她結束核濃縮項目；土耳其和巴西批評美國此舉，巴西外長又對美國的立場表示遺憾，指巴西反對制裁。
迪爾瑪·羅塞夫當選巴西總統後，巴西政府改變了對伊朗的政策，兩國關係冷卻。羅塞夫嚴厲地批評伊朗的人權狀況，又在她的競選活動指出，伊朗行石刑的做法是「中世紀的行為」。巴西又支持聯合國特別報告員對伊朗侵犯人權的譴責。其後，伊朗總統內賈德的媒體顧問Ali Akbar Javanfekr指羅塞夫破壞了多年的良好關係，但他後來否認曾作上述表示。
2012年4月，伊朗駐巴西大使館外交官Hekmatollah Ghorbani遭控猥褻侵犯一群9-15歲的年輕女孩。當時發現這名外交官在巴西利亞一所俱樂部的游泳池不當觸摸一名女孩。很多巴西人對此感到憤怒，但伊朗駐巴西大使館指出猥褻侵犯的指控是文化觀念差異導致誤解，而巴西外長安東尼奧·帕特里奧塔對事件表示厭惡和失望。該名外交官其後因外交豁免權而離開巴西，而伊朗外交部最終發表聲明，指該名外交官違反了行政法規和伊斯蘭道德。

## 經貿關係
於2011年，巴西是伊朗在在拉丁美洲的最大貿易夥伴，該年兩國之間的雙邊貿易總額為$23.3億美元，比上年增長5%。巴西出口到伊朗的產品包括食物、藥物、礦物和汽車等，伊朗更是巴西在2011年最大的牛肉出口市場。巴西石油股份有限公司於近幾年大量地投資伊朗石油和天然氣。
|                              | 2006年 | 2007年 | 2008年 | 2009年 | 2010年 | 2011年 |
| ---------------------------- | ------ | ------ | ------ | ------ | ------ | ------ |
| 巴西到伊朗的出口總額（美元） | 16億   | 18億   | 11億   | 12億   | 21億   | 23億   |
| 伊朗到巴西的出口總額（美元） | 3000萬 | 1000萬 | 1400萬 | 1800萬 | 1230萬 | 3500萬 |
| 雙邊貿易總額（美元）         | 16.3億 | 18.1億 | 11.1億 | 12.1億 | 22.2億 | 23.3億 |
| 來源：MDIC                   |        |        |        |        |        |        |

## 大眾評價
據英國廣播公司早前的民意調查，只有8%的巴西人認為伊朗的影響正面，66%的巴西人認為伊朗的影響負面。根據2012年皮尤全球態度調查，13%的巴西人認為伊朗有優勢，74%則認為沒有；91%的巴西人反對伊朗獲得核武器，62%贊成對伊朗實施更嚴厲的制裁，55%支持用武力阻止伊朗發展核武。